# 嘉麻警察署
嘉麻警察署（かまけいさつしょ）は、福岡県警察が管轄する警察署の一つで、筑豊地区に属する。署長の階級は警視。

## 所在地
- 福岡県嘉麻市大隈町418番地3
（国道211号線と国道322号線が交わる「大隈」信号交差点角。）

## 管轄区域
- 嘉麻市

## 沿革
- 1876年（明治9年）2月24日 - 嘉麻郡大隈町に第八区大隈分屯所開設。
- 1926年（大正15年）4月1日 - 大隈警察署に昇格。
- 1948年（昭和23年）3月7日 - 旧警察法施行に伴い、国家地方警察嘉穂地区警察署と自治体警察の大隈町警察署、碓井町警察署、山田町警察署に分離。
- 1954年（昭和29年）
  - 4月1日 - 山田市誕生に伴い、山田町警察署を山田市警察署に改称。
  - 7月1日 - 改正警察法施行により福岡県警察が発足し、嘉穂町と碓井町を管轄する福岡県大隈警察署と山田市を管轄する福岡県筑前山田警察署の2署に再編して発足。
- 1973年（昭和48年）7月11日 - 大隈警察署と筑前山田警察署を統合し、福岡県上嘉穂警察署となる。
- 1978年（昭和53年）3月31日 - 現庁舎新築。
- 2003年（平成15年）8月27日 - 県下全域交番駐在所再編により、下山田交番および小富士、尾浦、熊ヶ畑駐在所を廃止。
- 2010年（平成22年）4月1日 - 県下警察署再編に伴い、上嘉穂警察署から福岡県嘉麻警察署に名称変更、管轄エリアも飯塚警察署の管轄であった旧稲築町（稲築才田、岩崎、漆生、鴨生、口春、平および山野）地域が編入され、嘉麻市全域に変更された[1]。

## 組織
- 総務課
- 会計課
- 生活安全課
- 刑事課
- 交通課
- 警備課
- 地域課

## 交番

### 警部交番
| 名称         | 読み     | 所在地               |
| ------------ | -------- | -------------------- |
| 山田警部交番 | やまだ   | 嘉麻市上山田422番地1 |
| 稲築警部交番 | いなつき | 嘉麻市鴨生530番地    |

### 交番
| 名称       | 読み         | 所在地            |
| ---------- | ------------ | ----------------- |
| 碓井交番   | うすい       | 嘉麻市飯田13番地1 |
| 大隈町交番 | おおくままち | 嘉麻市牛隈193番地 |

## 駐在所
| 名称       | 読み   | 所在地              |
| ---------- | ------ | ------------------- |
| 千手駐在所 | せんず | 嘉麻市千手1735番地6 |
| 宮野駐在所 | みやの | 嘉麻市宮吉538番地5  |